# جوزيف بارك
جوزيف بارك (بالإنجليزية: Joseph Park)‏ هو شخصية أعمال أمريكي، ولد في 1969.